# Liste der Kulturdenkmale in Döberkitz

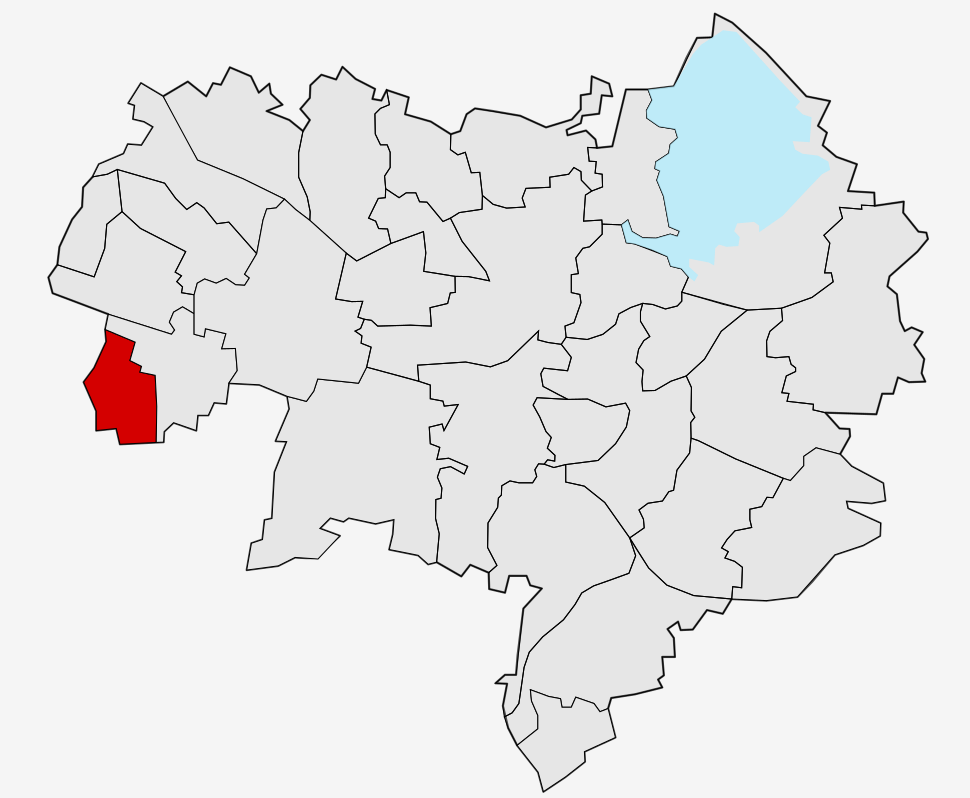
Lage von Döberkitz in Bautzen

In der Liste der Kulturdenkmale in Döberkitz sind die Kulturdenkmale des Bautzener Ortsteils Döberkitz verzeichnet, die bis März 2018 vom Landesamt für Denkmalpflege Sachsen erfasst wurden (ohne archäologische Kulturdenkmale). Die Anmerkungen sind zu beachten.

## Liste der Kulturdenkmale in Döberkitz
| Bild                                    | Bezeichnung                                                                                            | Lage                 | Datierung                         | Beschreibung | ID       |
| --------------------------------------- | --- | -------------------- | --------------------------------- | --- | -------- |
| Direkt Bild zu diesem Denkmal hochladen | Herrenhaus eines ehemaligen Rittergutes, mit Gutspark und Obstgarten (Gartendenkmal) sowie Einfriedung | Döberkitz 14 (Karte) | Kern 18. Jahrhundert (Herrenhaus) | Ortshistorische und landschaftsgestaltende Bedeutung. Herrenhaus: dreigeschossiger massiver Putzbau mit Walmdach, Sockel Putzquaderung, Wand-Öffnung-Verhältnis weitgehend intakt, Knaggen-Traufgesims, Gurtgesims. Text 1993: symmetrischer Baukörper, Simse über Erdgeschoss und erstem Obergeschoss, Mittelbetonung durch rundbogiges Türportal mit schlusssteinartiger Bekrönung, alte Putzornamente beseitigt, ehemalige Schlusssteine über Fenstern aufgemalt, ebenso Putzquaderung. Störfaktoren: barackenartige Einbauten aus DDR-Zeiten westlich des Herrenhauses. Beschreibung des Gartendenkmals (Silke Epple, 19. August 2008): Landschaftspark, Ende 19. Jahrhundert; ursprünglich gehörten die Flurstücke 235, 357/3, 357/5, 357l, 357d, 357e zum Gelände des Gutes, der Park erstreckte sich bis auf das Flurstück 357l. - Gartenteile: Landschaftspark, Obst- und Nutzgarten im Westen des Grundstücks, ehemals durch eine Hecke abgetrennt - Bauliche Schutzgüter: - Gebäude: Herrenhaus - Einfriedung: Bruchsteinmauer (Einzeldenkmal) aus Granit an der Ost-, Süd-, West- sowie abschnittsweise an der Nordseite des Grundstücks - Erschließung: - Zugänge: Hauptzugang nordöstlich des Herrenhauses, weiterer Zugänge an der Süd-Seite sowie an der Südost-Ecke des Grundstücks - Wegesystem: Rest des historischen Wegesystems noch vorhanden, Zufahrt mit Granit-Pflaster entlang des Nordgrenze, halbkreisförmiger Weg südlich des Herrenhauses, Weg vom Zugang Südost-Ecke zum Herrenhaus, Hohlweg entlang der Südgrenze - Vegetation: - Alleen und Baumreihen: Baumreihe aus Stiel-Eiche (Quercus robur) entlang des halbkreisförmigen Weges südlich des Herrenhauses, Allee aus Winter-Linden (Tilia cordata) entlang des Weges vom Zugang Südost-Ecke zum Herrenhaus, unregelmäßige Baumreihe aus vorwiegend Berg-Ahorn (Acer pseudoplatanus) am Hohlweg entlang der Südgrenze - Baumgruppen und Einzelbäume: Altbaumbestand aus Berg-Ahorn (Acer pseudoplatanus), Spitz-Ahorn (Acer platanoides) und Winter-Linde (Tilia cordata) entlang der Südgrenze, Platane (Platanus x hispanica) und Roß-Kastanie (Aesculus hippocastanum) auf der Terrasse östlich des Herrenhauses - Sonstige Schutzgüter: - Bodenrelief: terrassenartig Anlage östlich des Herrenhauses, daran östlich anschließend Gelände abgesenkt - Störfaktoren: barackenartige Einbauten aus DDR-Zeiten westlich des Herrenhauses | 09251503 |

## Tabellenlegende
- Bild: Bild des Kulturdenkmals, ggf. zusätzlich mit einem Link zu weiteren Fotos des Kulturdenkmals im Medienarchiv Wikimedia Commons. Wenn man auf das Kamerasymbol klickt, können Fotos zu Kulturdenkmalen aus dieser Liste hochgeladen werden:
- Bezeichnung: Denkmalgeschützte Objekte und ggf. Bauwerksname des Kulturdenkmals
- Lage: Straßenname und Hausnummer oder Flurstücknummer des Kulturdenkmals. Die Grundsortierung der Liste erfolgt nach dieser Adresse. Der Link (Karte) führt zu verschiedenen Kartendiensten mit der Position des Kulturdenkmals. Fehlt dieser Link, wurden die Koordinaten noch nicht eingetragen. Sind diese bekannt, können sie über ein Tool mit einer Kartenansicht einfach nachgetragen werden. In dieser Kartenansicht sind Kulturdenkmale ohne Koordinaten mit einem roten bzw. orangen Marker dargestellt und können durch Verschieben auf die richtige Position in der Karte mit Koordinaten versehen werden. Kulturdenkmale ohne Bild sind an einem blauen bzw. roten Marker erkennbar.
- Datierung: Baubeginn, Fertigstellung, Datum der Erstnennung oder grobe zeitliche Einordnung entsprechend des Eintrags in der sächsischen Denkmaldatenbank
- Beschreibung: Kurzcharakteristik des Kulturdenkmals entsprechend des Eintrags in der sächsischen Denkmaldatenbank, ggf. ergänzt durch die dort nur selten veröffentlichten Erfassungstexte oder zusätzliche Informationen
- ID: Vom Landesamt für Denkmalpflege Sachsen vergebene, das Kulturdenkmal eindeutig identifizierende Objekt-Nummer. Der Link führt zum PDF-Denkmaldokument des Landesamtes für Denkmalpflege Sachsen. Bei ehemaligen Kulturdenkmalen können die Objektnummern unbekannt sein und deshalb fehlen bzw. die Links von aus der Datenbank entfernten Objektnummern ins Leere führen. Ein ggf. vorhandenes Icon  führt zu den Angaben des Kulturdenkmals bei Wikidata.